# Accademia reale fiamminga del Belgio per le scienze e le arti

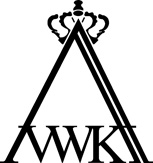
Stemma della KVAB

L'Accademia reale fiamminga del Belgio per le scienze e le arti (olandese: Koninklijke Vlaamse Academie van België voor Wetenschappen en Kunsten KVAB) è l'accademia delle scienze della Comunità fiamminga del Belgio.

## Organizzazione

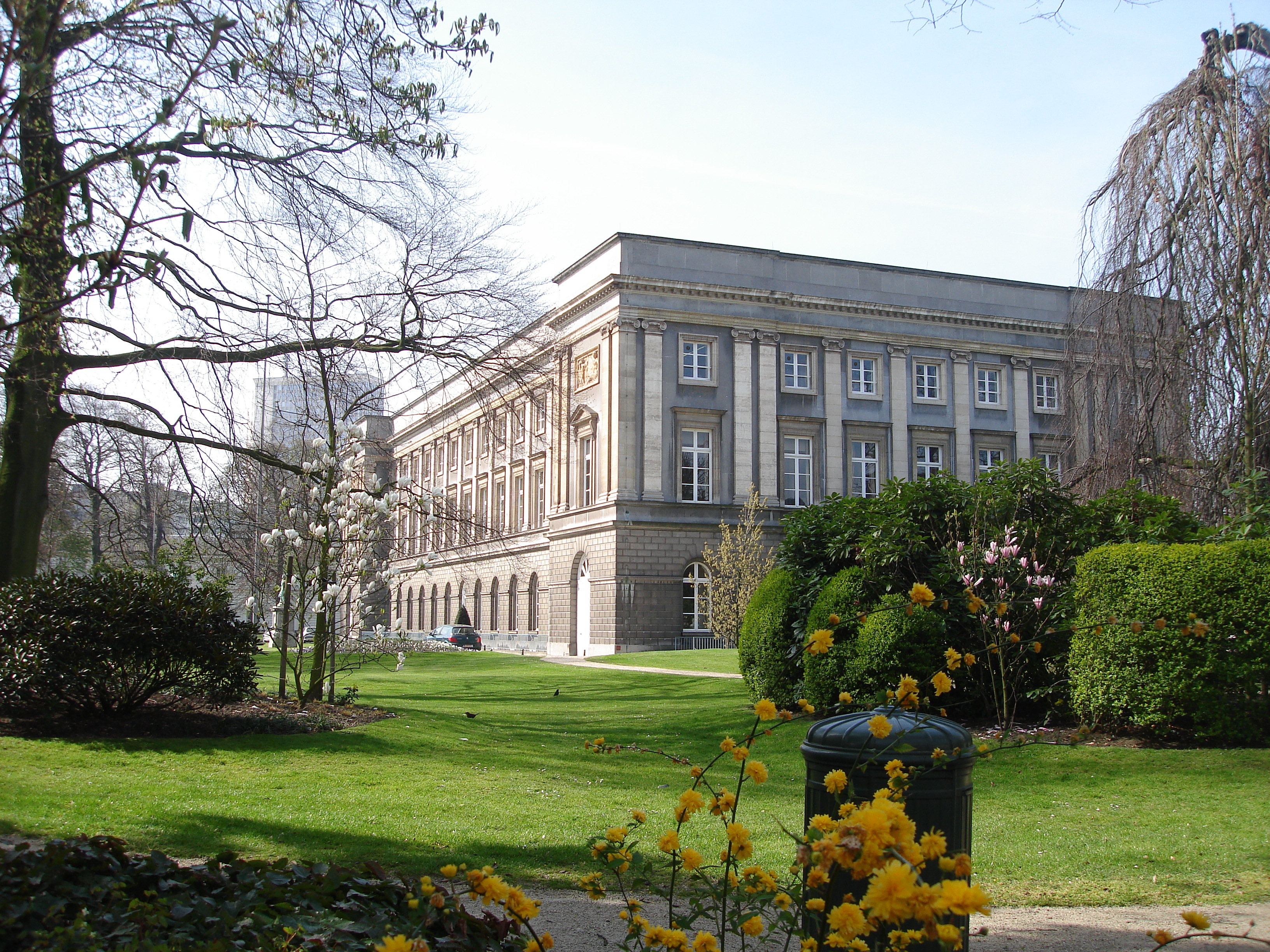
Il Palazzo delle Accademie, sede della KVAB

L'Accademia è divisa in quattro classi:
- Classe di scienze (Klasse Natuurwetenschappen).
- Classe di studi umanisitici (Klasse Menswetenschappen).
- Classe di arti (Klasse Kunsten).
- Classe di tecnologia (Klasse Technische Wetenschappen).

L'Accademia comprende attualmente circa 400 membri (membri ordinari, membri onorari e membri stranieri).

## Presidente e segretario
Presidente della KVAB è attualmente (2013-2014) il professore Ludo Gelders.
Segretario è attualmente il professore Géry van Outryve d'Ydewalle.

## Sede
La sede è ospitata nel Palazzo delle Accademie di Bruxelles.